# ゾリラ
ゾリラ（Zorilla、学名：Ictonyx striatus、英名 Striped Polecat, African Polecat, Zorille）は食肉目イタチ科ゾリラ属の一種で、シマスカンク（Striped skunk）によく似た姿をしている。セネガル、ナイジェリア、スーダン、エチオピア、アフリカ南部に分布。

## 形態
長い毛を持つ。毛色は黒で、背中に特徴的な4本の縞があり、顔に大きな白斑がある。体長27～37cm、尾長20～30cm。

## 生態
単独で生活し、夜行性で、昼間は天然の岩穴や自分で作った穴に潜んでいる。地上生。おもにネズミ類、小型爬虫類、小鳥、昆虫を捕食する。攻撃されると、尾を持ち上げ、肛門にある腺から強烈な臭いを放つ分泌液を出し、敵の目をつぶす。そのため、「アフリカのスカンク」と呼ばれることもある。他にも死んだふりをしたり、高い木の上に逃げたりして天敵から身を守る。泳ぎも上手い。
9～11月に1～3子を産む。

## 人間との関係
ネズミの天敵であるので、駆除に利用される。

## 参考資料
- Larivière, Serge (2002). Ictonyx striatus". Mammalian Species (698):1–5.
- Mustelid Specialist Group (1996). "Ictonyx striatus". IUCN Red List of Threatened Species. Version 2006. International Union for Conservation of Nature. 2006年5月12日閲覧。
- Nowak, Ronald M. (2005). Walker's Carnivores of the World. Baltimore: Johns Hopkins Press. ISBN 0-8018-8032-7